# Triodicolacris eburnea
Triodicolacris eburnea är en insektsart som beskrevs av Baehr 1992. Triodicolacris eburnea ingår i släktet Triodicolacris och familjen gräshoppor. Inga underarter finns listade i Catalogue of Life.